# 汇龙镇
汇龙镇，是中国江苏省启东市下辖的一个镇，为启东市政府所在地，因相传是群龙汇聚献宝留下的一处瀛洲仙境而得名。总面积约134.63平方公里，人口21万人，下辖有28个居委会和39个行政村。汇龙镇是江苏省百家名镇之一。江苏省启东中学位于该镇。

## 历史沿革
300年前，汇龙镇还是一片汪洋，为长江入海口。随着泥沙沉积，形成陆地。汇龙镇原属崇明县管辖，1928年启东设县，汇龙镇归启东县管辖，为县治镇。1949年1月27日，汇龙镇解放，1950年6月成立汇龙镇人民政府，1958年与汇龙乡合并，1961年汇龙乡析出另建汇龙人民公社。1987年11月，汇龙乡并入。1991年3月汇龙镇被认定为江苏名镇。2000年4月，原永阳、圩角两乡镇并入汇龙镇。2008年9月，汇龙镇与惠丰镇合并，设立新的汇龙镇。